# 全国地域政党連絡協議会
全国地域政党連絡協議会（ぜんこくちいきせいとうれんらくきょうぎかい）は、日本の地域政党の連絡協議会である。 
略称は地域政党サミット。 

## 役職
代表：さんのへあや、河村諒　
事務局長：香川真二
顧問：石田芳弘、村山祥栄、樫野孝人

## 概要
全国地域政党連絡協議会は、地域政党の活動を盛んにすることで、地域住民が自ら治める「自治」を実現し、有権者の選択肢を増やし、地方議会と地方自治体を活性化することを目指している。あわせて、現行法では政党扱いされない地域政党の地位向上、国内外における地域政党の学術的研究、日本で地域政党が根付くための啓蒙啓発活動を進めている。 

## 沿革
2015年3月24日に第一回幹事会・総務省要請活動を行い、同年8月23日に第一回地域政党サミットを京都市内で開催した。以降、定期的に会合を持ち、情報共有や地方行政・地方議会の体質改善のための政策研究等の勉強会を行っている。

## 参加政党
2022年4月時点で以下の地域政党が参加している。
- 神戸志民党（兵庫県神戸市）
- 自由を守る会（東京都）
- 地域政党京都党（京都府京都市）
- 地域政党ふくちやま（京都府福知山市）
- リベラル保守の会（東京都小金井市）
- ネクスト草加（埼玉県草加市）
- 地域政党あしたの川崎（神奈川県川崎市）
- みらい松山（愛媛県松山市）
- そうぞうぐんま（群馬県桐生市）
- 地域政党ゆがわら（神奈川県湯河原町）

## 地域政党の定義
全国地域政党連絡協議会では、以下の3点を満たす政治集団を地域政党と定義している。
1. 地域第一主義を党是や理念に掲げ、活動範囲が地域に限定される政治集団
2. 国政政党とは対等・平等な関係を堅持し、自主的な意志決定権を持つ集団
3. 地域に根差し、広く開かれた公党を目指す政治集団  

## 活動
全国地域政党連絡協議会は、上記の定義に合致する地域政党への呼びかけを行い、全国のネットワーク化を進めている。また、国に対して提言活動を断続的に実施している。
2022年4月18日に第九回地域政党サミットを愛知県犬山市で開催し、元犬山市長の石田芳弘による講演「地方政治が地域を元気にする!」などが行われた。石田は1999年から2007年まで犬山市長を務め、市民参加型の行政改革や観光振興に取り組んだ。市長退任後は衆議院議員を1期務めた後、現在は至学館大学の伊達コミュニケーション研究所長を務めている。 
同サミットでは、東京都議会議員のさんのへあやも登壇した。さんのへは2019年の江東区議選で初当選し、2024年江東区東京都議会議員補欠選挙にて自民党の候補に1万票以上の差をつけ当選。待機児童対策や防災対策などに取り組んでいる。地域政党「自由を守る会」に所属している。  
2022年11月6日には神戸市で地域政党サミットを開催し、「地域のチカラで教育を変える」をテーマにシンポジウムを行った。
2024年1月21日には神奈川県湯河原町にて地域政党サミットを開催。ゲストに安芸高田市長（当時）の石丸伸二氏、神奈川県真鶴町町長の小林伸行氏を迎え、「議会から？首長から？日本を変えるのはどっちだ！？」という題で講演を行なった。

## 出版
情報オープン・しがらみフリーの新勢力 地域のことは地域で決める/地域政党サミット